# Una película de policías
Una película de policías (en inglés, A cop movie) es una película docudrama y de acción mexicana de 2021 dirigida por Alonso Ruizpalacios. La película está protagonizada por Mónica Del Carmen y Raúl Briones.
La película tuvo su estreno mundial en la edición 71 del Festival Internacional de Cine de Berlín en marzo de 2021.

## Argumento
Siguiendo la tradición familiar, Teresa y Montoya se incorporan a la policía para encontrar sus convicciones y esperanzas destruidas por el sistema disfuncional y hostil.

## Reparto
El reparto incluye:
- Mónica Del Carmen como Teresa
- Raúl Briones como Montoya

## Lanzamiento
El 11 de febrero de 2021, Berlinale anunció que la película tendría su estreno mundial en la edición 71 del Festival Internacional de Cine de Berlín en la sección de Competencia de la Berlinale, en marzo de 2021. Asimismo, estuvo en la programación del Festival Internacional de Cine de Chicago 2021, en el Festival Internacional de Cine de Morelia y en cines selectos antes de estrenarse por Netflix el 5 de noviembre. 

## Recepción
El sitio web de agregador de reseñas Rotten Tomatoes encuestó a 5 críticos y, categorizando las reseñas como positivas o negativas, evaluó 9 como positivas y 0 como negativas para una calificación del 100%. Entre las revisiones, determinó una calificación promedio de 7.80/10.
 

## Premios y nominaciones
| Premio        | Categoría                     | Nominados                                                              | Resultado |
| ------------- | ----------------------------- | ---------------------------------------------------------------------- | --------- |
| Premios Ariel | Mejor película                | Una película de policías                                               | Nominado  |
| Premios Ariel | Mejor dirección               | Alonso Ruizpalacios                                                    | Ganador   |
| Premios Ariel | Mejor actriz                  | Mónica Del Carmen                                                      | Ganadora  |
| Premios Ariel | Mejor actor                   | Raúl Briones                                                           | Ganador   |
| Premios Ariel | Mejor fotografía              | Emiliano Villanueva AMC                                                | Nominado  |
| Premios Ariel | Mejor guion original          | David Gaitán, Alonso Ruizpalacios                                      | Ganadores |
| Premios Ariel | Mejor largometraje documental | Una película de policías                                               | Ganador   |
| Premios Ariel | Mejor edición                 | Yibrán Asuad                                                           | Ganador   |
| Premios Ariel | Mejores maquillaje            | Itzel Peña                                                             | Nominado  |
| Premios Ariel | Mejor sonido                  | Isabel Muñoz Cota, Javier Umpierrez, Michelle Couttolenc, Jaime Baksht | Nominados |